# Parti libéral vannin
Pour les articles homonymes, voir Parti libéral.
Le Parti libéral vannin (en anglais Liberal Vannin Party ou LVP, en mannois Partee Libraalagh Vannin) est un parti politique mannois de centre droit fondé en 2006. « vannin » est une forme non traduite de « mannois » en mannois,.

## Résultats
| Année | Voix   | %     | Élus   | Rang | +/-           |
| ----- | ------ | ----- | ------ | ---- | ------------- |
| 2006  | 4 323  | 14,22 | 2 / 24 | 1er  | Nv            |
| 2011  | 11 679 | 3,12  | 3 / 24 | 1er  | 1             |
| 2016  | 3 597  | 6,36  | 3 / 24 | 1er  | en stagnation |
| 2021  | 3 138  | 5,33  | 1 / 24 | 1er  | 2             |